# Anarmodia glaucescens
Anarmodia glaucescens là một loài bướm đêm trong họ Crambidae.